# Zenne Dancer
Zenne Dancer és una pel·lícula turca inspirada en la història d'Ahmet Yıldız, qui va ser assassinat el 15 de juliol de 2008 per ser homosexual. La pel·lícula, dirigida pels amics de Ahmet Yıldız, Caner Alper i Mehmet Binay, es va estrenar el 13 de gener de 2011. La banda sonora de la pel·lícula va ser preparada per Demir Demirkan i Paolo Poti.

## Argument
La pel·lícula retrata l'amistat de tres homes homosexuals: Daniel, un fotògraf alemany que arriba a Turquia, Can, un ballarí de dansa del ventre que compta amb suport familiar, i Ahmet, que prové d'una família conservadora de l'est.

## Repartiment
- Kerem Lata - Can
- Giovanni Arvaneh -Daniel Bert
- Erkan Avci - Ahmet
- Tilbe Saran - Sevgi
- Rüçhan Caliskur - Kezban
- Plata Unal - Yilmaz
- Jale Arıkan - Şükran
- Tolga Tekin - Cihan
- Esme Madra - Hatice
- Hülya Duyar - Müjgan
- Mehmet Bozdogan - Kerem
- Aykut Kayacik - Zindan

## Premios
Al 48è Festival Internacional de Cinema d'Antalya va guanyar la major quantitat de premis, Millor Pel·lícula Nacional SİYAD, Millor Òpera Prima, Millor Actriu de Repartiment ( Tilbe Saran ), Millor Actor de Repartiment (Erkan Avcı) i Millor Fotografia (Norayr Kasper).